# Ivy Matsepe-Casaburri
Ivy Matsepe-Casaburri (née le 18 septembre 1937 à Kroonstad et morte le 6 avril 2009 à Pretoria est une enseignante et femme d'État sud-africaine, membre du Congrès national africain (ANC).

## Biographie
Alors qu'elle a 28 ans elle quitte l'Afrique du Sud pour un exil qui durera vingt-cinq ans. Elle étudie aux États-Unis et obtient un doctorat en sociologie à l'université Rutgers. Elle retourne en Afrique du Sud en 1990 et à partir de 1993, travaille à la South African Broadcasting Corporation. En 1996 elle est Premier ministre de l'État-Libre jusqu'à ce qu'elle devienne en 1999 ministre des Communications, elle occupe ce poste jusqu'à sa mort en avril 2009.
Après la démission de Thabo Mbeki le 24 septembre 2008, elle occupe brièvement à titre intérimaire le poste de présidente de la république d'Afrique du Sud le jour suivant avant de céder la place au président élu Kgalema Motlanthe, de ce fait elle devient pionnière dans le pays depuis 1961.  